# My Medicine
My Medicine é uma canção de música country do rapper estadunidense Snoop Dogg, lançada em 14 de Junho de 2008 como quarto single do nono álbum de estúdio Ego Trippin'. A canção foi composta pelo próprio Snoop, e produzida por Everlast, que também fez participação vocal na faixa juntamente com Willie Nelson. 

## Faixas
| Formatos |               |                               |         |  |
| N.º      | Título        | Compositor(es)                | Duração |  |
| 1.       | "My Medicine" | Erik Schrody • Calvin Broadus | 2:40    |  |

## Vídeo e musica
Foi lançado um videoclipe acompanhado o single, tendo sido dirigido por Pook Brown.

## Desempenho nas paradas
| Paradas (2008)                 | Melhor posição |
| ------------------------------ | -------------- |
| Países Baixos (Single Top 100) | 39             |